# Lijst van abten van Rolduc
De abten van Rolduc zijn de abten, die vanaf het begin van de twaalfde eeuw tot aan het einde van het ancien régime de leiding hadden over de abdij Rolduc en haar bezittingen in Kerkrade en omgeving.
De abdij Rolduc werd gesticht in 1104 in het dal van het riviertje de Worm in het toenmalige Land van Rode, thans in de Nederlands Limburgse gemeente Kerkrade, nabij de Duitse grens. Sinds 1119 was Rolduc een klooster voor augustijner koorheren, die als reguliere kanunniken werden aangeduid. De abt was de voorzitter van het kapittel van koorheren, uit wier midden hij werd gekozen. De abdij werd in 1796 opheven; de gebouwen zijn nog grotendeels intact en deels te bezichtigen.
Van enkele personen is bekend dat zij abt van Rolduc zijn geweest, maar onbekend is in welke periode dat is geweest, of zelfs, wie hun voorganger of opvolger is geweest: Gozewinus, Guibaldus, Renardus, Theodulfus en Thomas van Gorcum.
| Afbeelding                                                                                | Naam                              | Periode                             | Opmerkingen |
| ----------------------------------------------------------------------------------------- | --------------------------------- | ----------------------------------- | --- |
| Ailbertus van Antoing (gravure 1640, Antwerpen)                                           | Ailbertus van Antoing             | 1104 - 1111                         | Geboren rond 1060 in Antoing bij Doornik. Stichter van de abdij Rolduc, maar nooit tot abt gewijd. Verlaat de abdij in 1111 omdat hij niet kan samenwerken met Embrico van Mayschoss. Overleden op 19 oktober 1122 in Sechtem (bij Bonn). |
|                                                                                           | Richer (Richard Benignas)         | 1111 - 1122                         | Afkomstig uit Rottenbuch (Beieren). Eerste abt van Rolduc. Vormt de kloostergemeenschap om tot augustijner koorheren. Overleden 5 februari 1122. |
|                                                                                           | Giselbertus                       | 1122 - 1123                         | Wordt al na een jaar door de bisschop van Luik uit zijn ambt ontheven. Overleden 2 oktober 1123. |
|                                                                                           | Bertolph                          | 1123 - 1123                         | Kanunnik van de abdij van Springiersbach. Nooit tot abt gewijd. Vertrekt na een jaar weer naar Springiersbach. |
|                                                                                           | abtloze periode                   | 1123 - 1124                         | |
|                                                                                           | Borno                             | 1124 - 1127                         | Twee abatiaten: 1124-27 en 1134-37. Verlaat de abdij na een conflict over de hervorming van de koordienst. |
|                                                                                           | Herman van Mayschoss              | 1128 - 1129                         | Zoon van Embrico van Mayschoss. Wordt niet erkend door de oudere kanunniken. Wordt later bisschop van Sleeswijk. Overleden 16 januari 1129. Begraven in de Dom van Lund. |
|                                                                                           | Fredericus                        | 1129 - 1134                         | Broer van abt Richer. Afkomstig uit de proosdij Rottenbuch in Beieren. Vaak afwezig. Onder invloed van Gherardo Caccianemici (de latere paus Lucius II) legt Fredericus zijn ambt neer. |
|                                                                                           | Borno                             | 1134 - 1137                         | Twee abatiaten: 1124-27 en 1134-37. Keert na 7 jaar ballingschap terug naar Rolduc nadat hij beloofd heeft geen veranderingen in de kloosterdienst door te voeren. Zorgt kort voor zijn overlijden in 1137 voor het vertrek van de vrouwelijke leden van de kloostergemeenschap naar de abdij van Marienthal. Dit gebeurt pas in 1140. |
|                                                                                           | Joannes                           | 1137 - 1141                         | Overste, niet tot abt gewijd. Laat de zusters in 1140 naar Marienthal verhuizen. Overleden 4 april 1141. |
| Abt Erpo hoort de biecht van Gerlachus van Houthem (glas-in-loodraam crypte Rolduc, 1898) | Erpo                              | 1141 - 1178                         | Geboren te Maastricht. Onder zijn leiding beleeft de abdij grote bloei. Verwerft vele goederen voor de abdij. Bouwt verder aan de abdijkerk. Bouwt vrouwenklooster te Scharen (Scharn, bij Maastricht). Geestelijk leidsman van Gerlachus van Houthem. De oudste delen van de Annales Rodenses worden geschreven. Overleden op 19 januari 1179 of later. |
|                                                                                           | onbekend of abtloze periode       | 1178 - 1187                         | |
|                                                                                           | Rutgerus                          | 1187 - 1217                         | |
|                                                                                           | Helmericus                        | 1217 - 1222                         | Ook wel Helmerik of Emelricus genoemd. Overleden op 16 januari 1222 of later. |
|                                                                                           | Marsilius                         | 1222 - 1246                         | Sticht abdij van Sinnich (voor de vrouwen die tot dan toe in Rolduc en het klooster in Scharn verbleven). Verrijkt kloosterbibliotheek. Overleden 19 maart 1246 of later. |
|                                                                                           | Florencius                        | ?                                   | |
|                                                                                           | Conradus                          | 1252 - 1269                         | Ook wel Conraad of Koenraad. Overleden op 4 oktober 1269 of later. |
|                                                                                           | onbekend                          | 1269 - 1272                         | |
|                                                                                           | Walramus                          | 1272 - ?                            | Genoemd in maart 1273. |
|                                                                                           | onbekend                          | ?                                   | |
|                                                                                           | Richardus                         | ?                                   | |
|                                                                                           | Henricus                          | ?                                   | |
|                                                                                           | Anselmus                          | ?                                   | Met zekerheid abt in 1282 en 1283. |
|                                                                                           | Cuno (ook Cono)                   | 1287/1290 - 1300                    | Verkoopt in 1290 samen met het convent al hun goederen in Dernau aan Marienthal ter delging van hun schulden, al hun goederen in Ameln aan het kapittel St. Gereon in Keulen en hun tiend op het land Erp aan het convent van Benden. In 1292 verkoopt hij de goederen in Ahrweiler en omgeving, en in 1293 de cijnsen van Lövenich, beide eveneens aan het kapittel in Keulen. Alle verkopen zijn gedaan om schulden te voldoen, waarschijnlijk als gevolg van de Limburgse Successieoorlog. Overleden 19 maart 1301. |
|                                                                                           | Theobaldus van Kloosterrade       | 1301 - 1314                         | Mogelijk nog abt tot 1322. |
|                                                                                           | onbekend                          | ?                                   | |
|                                                                                           | Tilmannus                         | ?                                   | Zeker abt in 1343. |
|                                                                                           | Wilhelmus van Gulik               | ?                                   | |
|                                                                                           | Cuno van Ruyff (ook Cono de Ruve) | ? - 1363                            | Ook wel Conraad, Koenraad of Conradus de Ruve genoemd. Zegelde in 1354 met een rond wapenzegel in bruine was de verzoening van de gebroeders Van Zievel. Hij is in 1355 medezegelaar in de oorkonde waarin Margareta van Valkenburg een derde van stad en burcht Valkenburg verkoopt aan Hendrik van Vlaanderen en zijn vrouw Filippa, heeren vrouwe van Valkenburg. Waarschijnlijk overleden in 1363. |
|                                                                                           | Christianus de Stega              | 1363 - ?                            | In juni 1363 tot abt gewijd, na een omstreden benoeming. |
|                                                                                           | onbekend                          | ?                                   | |
|                                                                                           | Wilhelmus de Mersenhusen          | ?                                   | Met zekerheid abt rond 1370. |
|                                                                                           | Joannes van Rode                  | ? - 1392                            | In elk geval vanaf 1381 abt. Speelt een rol in de Brabantse politiek in de Landen van Overmaze. Overleden in 1392. |
|                                                                                           | Joannes van Bernsberg             | 1392 - 1432                         | Ook wel Johannes de Berensberg. Wellicht ook na 1432 nog abt. In elk geval in 1436 nog in leven. |
|                                                                                           | abtloze periode                   | 1432 - 1437                         | |
|                                                                                           | Joannes van Vorstheim             | 1437 - 1469                         | Overleden 17 maart 1469. Onder zijn leiding begint in 1457 de steenkoolwinning in de mijn Steinbusch. |
|                                                                                           | Joannes Repelman                  | 1469 - 1480                         | Ook wel Johan van Kerckem. Overleden 1 november 1480. |
|                                                                                           | Johannes van Huffel               | 1480 - 1485                         | In 1485 of 1486 door Johan van Horne, prins-bisschop van Luik uit zijn ambt gezet wegens wanbeheer van de kloostergoederen. |
|                                                                                           | Johannes van Goor                 | 1485 - 1508                         | Ook wel Joannes van Goer. Heeft een zoon: Augustinus van Goor. Overleden 25 mei 1508. |
|                                                                                           | Arnoldus Vinck                    | 1508 - 1515                         | Overleden 20 juli 1515. |
|                                                                                           | Joannes Potens                    | 1515 - 1521                         | Overleden 29 november 1521. |
|                                                                                           | Leonardus Dammerscheidt           | 1522 - 1557                         | Herstelt oorlogsschade (aan kerk?) en bouwt laatgotisch koor (door Cuypers vervangen). Koopt refugiehuis te Aken (Klosterrather Hof). Bevordert steenkoolwinning. Tracht kloostertucht aan te scherpen. Overleden 15 oktober 1557. |
|                                                                                           | Joannes van Tomburg (Wormbs)      | 1557 - 1600                         | Ook wel Joris (Joerijs) von Thomberg en beter bekend als Joannes Wormbs. Wordt als eerste niet gekozen maar bij koninklijk besluit benoemd. Laat aan het begin van de Tachtigjarige Oorlog de kloosterbezittingen in veiligheid brengen. In 1568 en 1574 wordt de kerk door troepen van Willem van Oranje in brand gestoken, omdat de abdij de oorlogsschatting niet wil betalen. Overleden 28 mei 1600. |
|                                                                                           | Mathias Straelen                  | 1600 - 1614                         | Abt vanaf 17 oktober 1600. Zet zich in voor herstel van het klooster en van de kloosterdiscipline. Overleden 8 mei 1614. |
|                                                                                           | Balduin van Horpusch              | 1614 - 1635                         | Abt vanaf 12 juni 1614. Lid van de Broederschap van Sint-Sebastianus. Heropent in 1616 de steenkoolmijn Steinbusch. Weet door gebruik te maken van schoepenrad in de Worm het grondwater uit de mijn weg te houden, waardoor men dieper kan graven en meer kolen kan winnen. Overleden 18 december 1635. |
|                                                                                           | abtloze periode                   | 1635 - 1636                         | Tijdens de abtloze periode na het overlijden van Balduin houden de kloosterlingen zich elders schuil vanwege de Tachtigjarige Oorlog. |
|                                                                                           | Casparus Duckweiler               | 1636 - 1650                         | Gaat als kanunnik in ballingschap na grote moeilijkheden met Karel IV van Lotharingen(?). Keert pas 3 jaar na abtswijding terug in Rolduc. Overleden 12 december 1650. |
|                                                                                           | Winandus Lamberti                 | 1650 - 1664                         | Geboren te Walhorn in 1617. In 1647 coadjutor van Rolduc. Beschermt de abdij tegen plundertochten en annexatie door de Republiek der Nederlanden. Zet zich in om het Spaanse gezag in deze contreien te handhaven. Op 3 augustus 1656 vraagt hij aan de Spaanse koning een vergoeding hiervoor. Wordt door de Republiek van weerspannigheid beschuldigd en door een list op 6 december 1656 in de Burcht van Rode te Herzogenrath gevangengezet. Door bemiddeling van de Spaanse gezant Stefano de Gamarra op 16 oktober 1657 vrijgelaten. In 1660 ontvangt hij de abtenmijter. Overleden 8 mei 1664 in Aken. |
|                                                                                           | Mathias van Amezaga               | 1664 - 1666                         | Ondervindt gedurende zijn korte abbatiaat moeilijkheden met de inwoners van Kerkrade. Overleden 26 juli 1666. |
|                                                                                           | Petrus Melchioris van der Steghe  | 1667 - 1682                         | Geboren 12 mei 1621 op de hoeve Steghe te Ubach over Worms als Peter Melchers. Priester te Baelen. Abt van Rolduc vanaf 10 oktober 1667. In 1671 start hij de bouw van de abtenvleugel en de hoektoren. In 1678 vervangt hij de stenen kerktorenspits door een houten spits. Stimuleert de verering van Sint-Lucia. Overleden 1 december 1682. |
| Epitaaf Joannes Bock                                                                      | Johannes Baptista Bock            | 1682 - 1712                         | Geboren te Aken op 16 oktober 1641 en opgeleid bij de jezuïeten aldaar. Op 24-jarige leeftijd geheim secretaris van Karel I Lodewijk, keurvorst van de Palts. Vanaf 1669 in Rolduc. Helpt mee met kloosterhervorming. Wordt beschuldigd van jansenisme. Al tijdens het abbatiaat van Melchior prior. Vanaf 29 december 1682 abt van Rolduc. Schrijft theologische werken. Laat noordvleugel abdij vernieuwen. Overleden 17 mei (of 2 mei) 1712. |
|                                                                                           | Nicolaas Heyendal                 | 1712 - 1733                         | Geboren in 1658 te Walhorn. Opgeleid te Aken, daarna te Rome. Van 1681-83 militair op Korfu. Vanaf 1685 te Rolduc, in 1687 priester gewijd. Werkt aan de catalogisering van de kloosterbibliotheek en bestudeert de Annales Rodenses. Wordt beschuldigd van jansenisme, hetgeen hij in geschriften aanvecht. Vanaf 10 juni 1712 abt van Rolduc. Tevens voorzitter van de Staten van Limburg en de Landen van Overmaas. Overleden 5 mei 1733. |
|                                                                                           | Fransiscus Rauschaw               | 1733 - 1745                         | Stimuleert de mijnbouw. Overleden 18 maart 1745. |
|                                                                                           | Joannes Goswinus Fabritius        | 1745 - 1757                         | Geboren in 1691 te Schinnen. Vanaf 12 augustus 1745 abt van Rolduc, na al vele jaren prior te zijn geweest. Geeft in 1754 opdracht aan architect Joseph Moretti voor de bouw van de 130 m lange oostelijke vleugel. Geeft ook opdracht voor de bouw van de kerk van Merkstein. Overleden 3 augustus 1757. |
|                                                                                           | Johan Jozef Haghen                | 1757 - 1779                         | Geboren te Walhorn in 1699. Neef van Nicolaas Heyendal. Vanaf 1723 novicemeester in Rolduc. Schrijft theologische werken. Vanaf 1738 pastoor te Eupen. Sticht weeshuis en scholen in Eupen. Vanaf 15 oktober 1757 abt van Rolduc. Stimuleert steenkoolwinning. Koopt in 1762 heerlijkheidsrechten, waardoor hij in Kerkrade schout en schepenen mag benoemen. Overleden 10 december 1781. |
|                                                                                           | Petrus Joseph Chaineux            | 1779 - 1800 (opheffing abdij: 1796) | Geboren te Hendrik-Kapelle op 28 mei 1740. Was geoloog en mijningenieur. Provisor (manager) te Rolduc van 1777-83. Vanaf 1779 abt. Legt steenwegen aan tussen Geilenkirchen en Richterich en tussen Kerkrade-Holz en Heerlen-Valkenhuizen. Opdrachtgever vernieuwde Hof van Kloosterrade in Aken (gereed in 1786). Aanwezig in Brussel namens Limburg bij de oprichting van de Verenigde Nederlandse Staten op 11 januari 1790. Vertrekt op 20 oktober 1794, na de komst van de Fransen, met enkele kloosterlingen uit de abdij. Ze nemen enige kostbaarheden mee en vestigen zich te Warburg in het bisdom Paderborn aan de andere kant van de Rijn. De abdij wordt in oktober 1796 opgeheven. Overleden 9 juli 1800 te Münster. |